# Biskupi Cefalù
Biskupi Cefalù – lista biskupów diecezjalnych i pomocniczych włoskiej diecezji Cefalù.

## Biskupi diecezjalni
- - Jocelmo (biskup-elekt, 1140–1150)
  - Arduino (biskup-elekt, 1150–1156)
- Boso de Gorram (1157–1171)
- Giovanni Guido Bevera (1171)
- Fabrizio Guido d’Anagni (1173–1193)
- Benedetto da Roma (1193)
- Giovanni Cicala (1194–1215)
- Arduino OFM (1217–1238)
- Jocelmo (1240–1248)
- Riccardo Guzzetta OFM (1249–1253)
- Giovanni di Stefano (1254–1269)
- Perpes z Tours (1269–1274)
- Giovanni da Roma (1275–1284)
- Giunta da Palermo (1284–1290/
- Giacomo da Narni (1304–1324)
- Ruggero di San Giovanni OFM (1324–1329)
- Roberto Campolo (de Messina) OFM (1333–1342)
- Galgano Biagio di Firenze (1342–1351)
- Nicolò de Burellis (1353–ok. 1385)
- Guglielmo de Salamone (1388–1397)
- Giuliano da Mileto OP (1398–1410)
- Antonio Acciaiuoli OFM (objął urząd w 1412)
- Filippo da Butera (1414–1421)
- Antonio Ponticorona OP (1422–1445)
- Luca de Sarzana OFM (1445–1471)
- Guido (1471)
- Giovanni Gatto (1472–1475; 1479–1484)
- Bernardo Margarit OSB (1475–1479)
- Francesco de Noya (1484–1494/1495)
- Paolo Della Cavalleria OSB (1495–1496)
- Lazzaro Torquat (1496)
- Rinaldo Montoro e Landolina OP (1496–1511)
- Juan Requeséns (1512–1516)
- Juan Sánchez de Benya (1517–1518)
- Francisco de Aragón (1525–1561)
- Antonino Faraone (1562–1569)
- Rodrigo de Vadillo OSB (1569–1577)
- Ottaviano Preconio (1578–1587)
- Hannibal Franciszek Gonzaga OFMObs. (1587–1593)
- Nicolò Stizzia (1594–1596)
- Manuel Quero Turillo (1596–1605)
- Martino Mira (1607–1619)
- Manuel Esteban Muniera OdeM (1621–1631)
- Ottavio Branciforte (1633–1638)
- Pietro Corsetto (1638–1643)
- Marco Antonio Gussio (1644–1650)
- Francesco Gisulfo e Osorio (1650–1658)
- Giovanni Roano e Corrionero (1660–1673)
- Matteo Orlandi OCarm (1674–1695)
- José Sanz de Villaragut OFM (1696–1698)
- Joseph Antoine Muscella OFM (1702–1716)
- Domenico di Val Guarnera CO (1732–1751)
- Agatino Maria Reggio Statella (1752–1755)
- Gioacchino Castello (1755–1788)
- Francesco Vanni CR (1789–1803)
- Domenico Spoto (1804–1808)
- Giovanni Sergio (1814–1827)
- Pietro Tasca (1827–1839)
- Giovanni Maria Proto OSB (1844–1854)
- Ruggero Blundo OSB (1858–1888)
- Gaetano d’Alessandro (1888–1906)[a]
- Anselmo Evangelista Sansoni OFM (1907–1921)
- Giovanni Pulvirenti (1922–1933)
- Emiliano Cagnoni (1934–1969)
- Calogero Lauricella (1970–1973)
- Salvatore Cassisa (1973–1978)
- Emanuele Catarinicchia (1978–1987)
- Rosario Mazzola (1988–2000)
- Francesco Sgalambro (2000–2009)
- Vincenzo Manzella (2009–2018)
- Giuseppe Marciante (od 2018)

### Uwaga
1. ↑  w latach 1884–1888 koadiutor

## Biskupi koadiutorzy i pomocniczy
- Vincenzo Ragni OSB (koadiutor, 1692–1693)
- Calogero Lauricella (biskup pomocniczy, 1964–1970)